# Los Rumberos
Los Rumberos son una banda mexicana de rumba pop formada en el 2013 conformada por Lito De la Isla y Paul Sefchovich. Hacen de la música, una ensalada de ritmos latinos sazonado con rumba y sabor.
Los Rumberos personifican la fisión musical del pop latino con bolero, bachata y huapango.

## Inicios
Un día de primavera en el 2013, Lito De La Isla, Paul Sefchovich y Ángel Céspedes (estudiantes de Berklee College of Music en Boston) deciden probar su talento en las calles de la ciudad, como un descanso de la teoría musical y las clases; con solo una guitarra de nilón, un djembé y sus voces, logran cautivar la atención del público involuntario, interpretando sus covers favoritos de rock latino. Al poco tiempo, la fusión acústica de rumba y estilos latinos comienza a expandirse a bares, fiestas, clubes y eventos en la zona de Nueva Inglaterra, motivando a Los Rumberos a componer temas originales para así consolidar su identidad y estilo musical característico.

## Carrera
A medida que la música de Los Rumberos alcanzaba nuevos oídos, el grupo se enfrentó con la oportunidad de participar en el festival ruso de talento New Wave 2013 (Новая Волна 2013), celebrado en Jurmala (Letonia). Al mismo tiempo, la "rumba mexicana" atrajo la atención de Javier Limón, exitoso productor español y ganador de Grammys latinos, quien apoyó el proyecto y ayudó a promoverlo en sus inicios. 
En el transcurso de los siguientes meses, Los Rumberos llevaron su música a distintos festivales importantes como: Cumbre Tajín, SXSW, CMJ Marathon en NYC, Vive Latino, entre otros. Tras su llegada a México, a mediados del 2014, Los Rumberos deciden encabezar la grabación y producción de su primer álbum “Vuelve a la Vida”, lanzado en 2015. El debut discográfico incluye la participación de Abraham Laboriel Sr., Mauricio Garza, Pablo González Sarre y Álvaro Bitrán.
A principios del 2016, Los Rumberos fueron invitados de honor en el Seoul Jazz Academy para impartir una conferencia a estudiantes del instituto. Más tarde, durante su presencia en Corea del Sur, el grupo organizó un "flash mob" ante el congreso del Banco Interamericano de Desarrollo (IDB) en Bussan. Unos meses después, la banda fue seleccionada para una campaña de apoyo a artistas mexicanos en desarrollo, lanzada por la compañía cervecera más grande del país; fue a través de este programa que Los Rumberos conocieron a Will.i.am, Steve Aoki y, más adelante, a Carlos Santana, quien los sorprendió durante una presentación en el House of Blues de Las Vegas para interpretar con ellos el tema “A Rumbear”.
El año 2017 abrió las puertas para el lanzamiento del segundo álbum de estudio, Galaxia Tropical, el cual incluye el sencillo “Ninguna”, además de una colaboración con Los Claxons, dos coproducciones con Juan Pablo Vega (Caloncho, Ricky Martin, Laura Pausini) y una con Yamil Rezc (Julieta Venegas, Morbo, Hello Seahorse!, Zoe). Tras una participación en el festival Pal' Norte, Los Rumberos celebraron el lanzamiento de su segundo álbum con un Sold Out en el Lunario del Auditorio Nacional en colaboración con Bluper Management. Esta producción los lleva a compartir la rumba mexicana a Alemania, España, EUA, Corea del Sur, Kuwait e Israel.
El 2018 marcó una renovación para el grupo, que estrenó nueva imagen y nueva música. Ahora como dúo, Los Rumberos lanzaron el sencillo “No Cierres Los Ojos”, mismo que superó los dos millones de vistas en YouTube en sus dos primeras semanas. El 11 de mayo realizaron el lanzamiento de su más reciente producción, “Cabeza Loca”, en colaboración con el artista urbano Xantos.

## Integrantes

### Lito De la Isla
Primera Voz y Guitarra.

### Paul Sefchovich
Voz y percusión.